# Винжен-сюр-Модер
Винжен-сюр-Модер (фр. Wingen-sur-Moder) — коммуна на северо-востоке Франции в регионе Гранд-Эст (бывший Эльзас — Шампань — Арденны — Лотарингия), департамент Нижний Рейн, округ Саверн, кантон Ингвиллер. До марта 2015 года коммуна административно входила в состав упразднённого кантона Ла-Птит-Пьер (округ Саверн).
Площадь коммуны — 17,37 км², население — 1631 человек (2006) с тенденцией к стабилизации: 1588 человек (2013), плотность населения — 91,4 чел/км².

## Население
Население коммуны в 2011 году составляло 1536 человек, в 2012 году — 1562 человека, а в 2013-м — 1588 человек.
| 1962 | 1968 | 1975 | 1982 | 1990 | 1999 | 2006 | 2008 | 2011 | 2012 | 2013 |
| ---- | ---- | ---- | ---- | ---- | ---- | ---- | ---- | ---- | ---- | ---- |
| 1232 | 1458 | 1539 | 1550 | 1551 | 1484 | 1631 | 1586 | 1536 | 1562 | 1588 |

Динамика населения:

## Экономика
В 2010 году из 1012 человек трудоспособного возраста (от 15 до 64 лет) 731 были экономически активными, 281 — неактивными (показатель активности 72,2 %, в 1999 году — 72,1 %). Из 731 активных трудоспособных жителей работали 670 человек (360 мужчин и 310 женщин), 61 числились безработными (30 мужчин и 31 женщина). Среди 281 трудоспособных неактивных граждан 63 были учениками либо студентами, 97 — пенсионерами, а ещё 121 — были неактивны в силу других причин.

## Достопримечательности (фотогалерея)

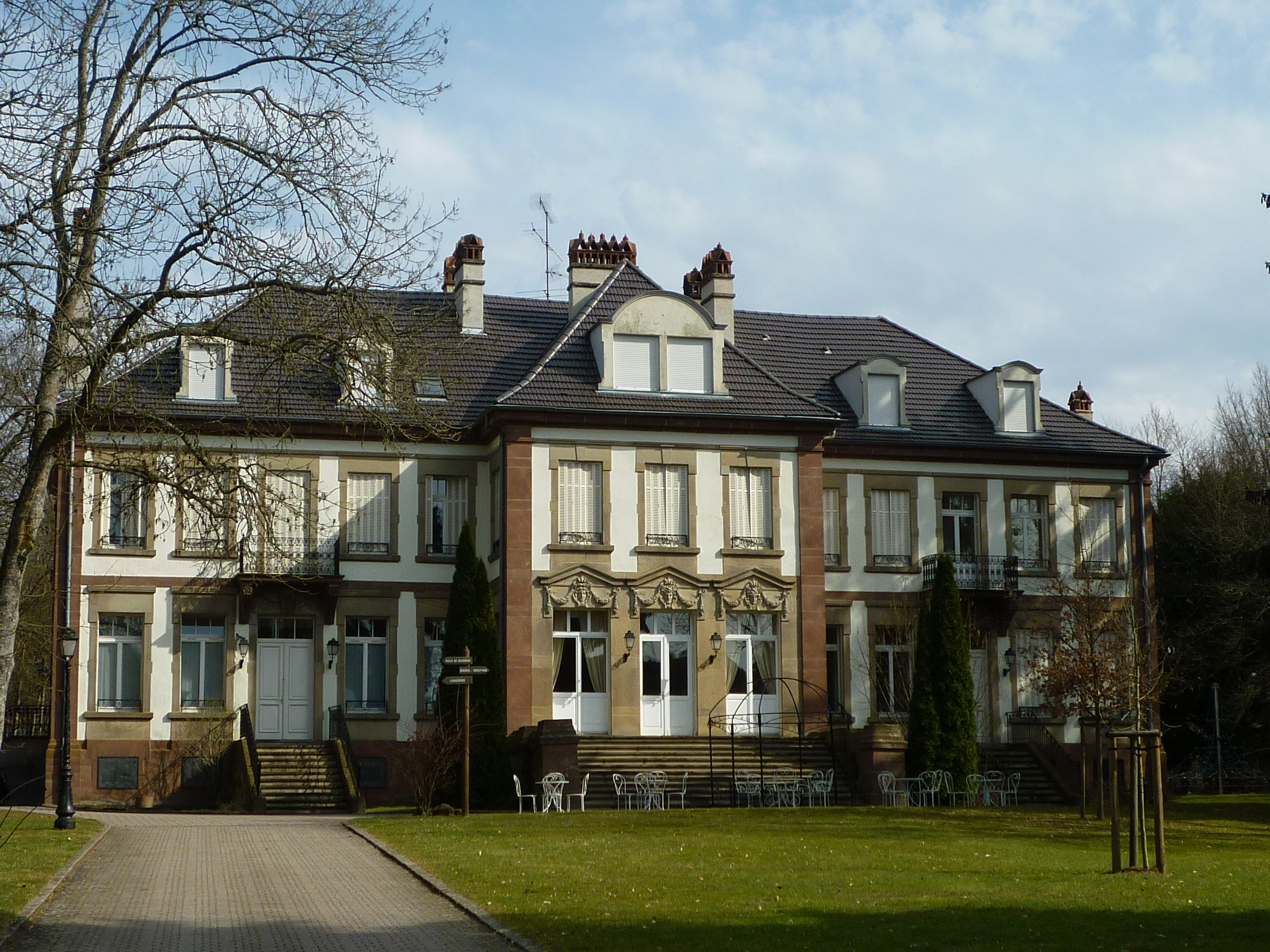
Шато
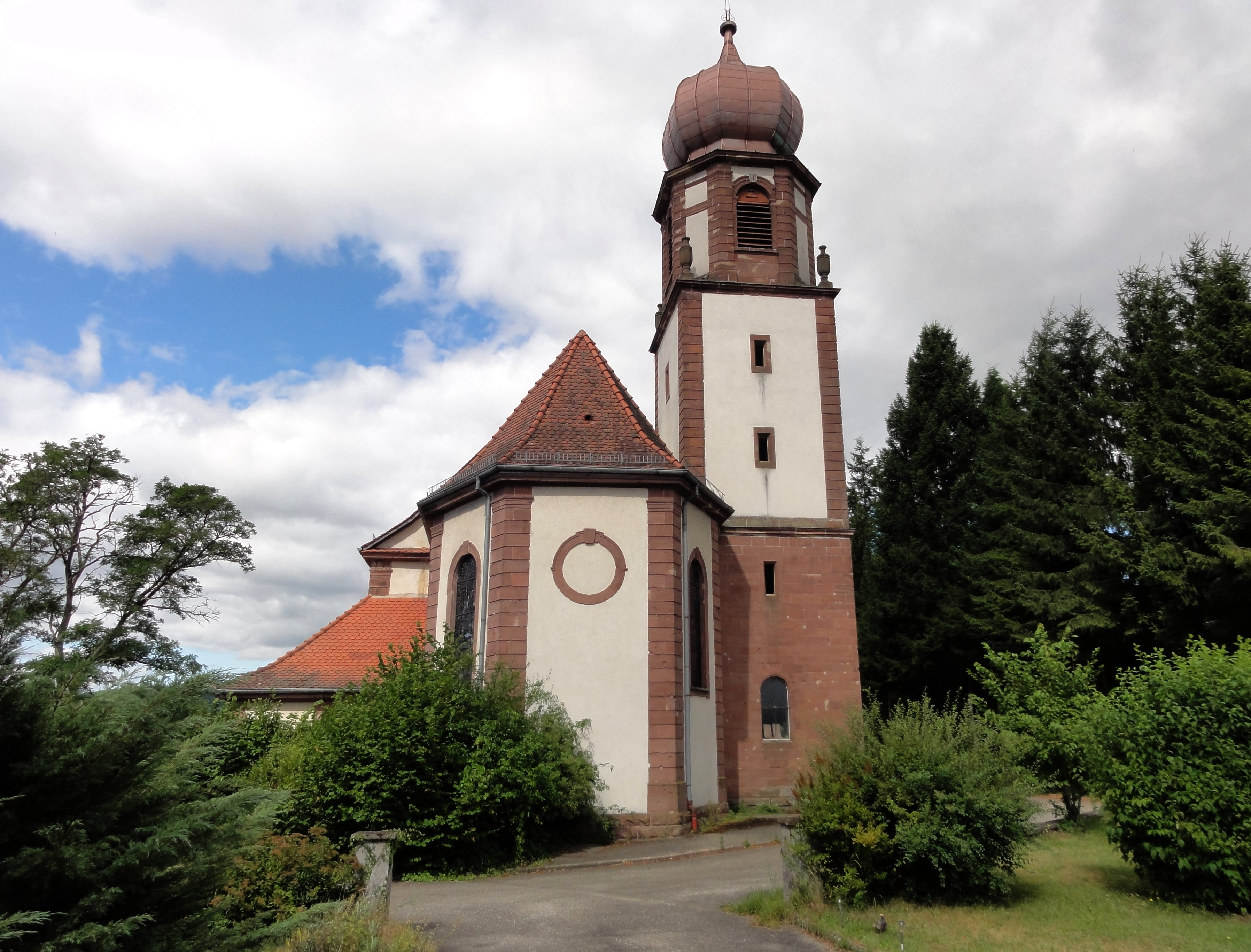
Церковь Сен-Феликс-де-Амитерно